# Čarobna frula
Čarobna frula (njemački: "Zauberflöte") opera je koju je skladao Wolfgang Amadeus Mozart 1791. godine na samrti, a libreto je napisao Emanuel Schikaneder. Praizvedena je 30. rujna 1791. god. u Beču. Opera se sastoji od govorenih i pjevanih dijaloga, što je svojstveno formi poznatoj kao Singspiel. Čarobna frula je opera u dva čina (14 slika). Svakako najpoznatiji dio opere je Arija Kraljice noći, u kojoj Kraljica noći sprema osvetu velikom svećeniku Sarastro te poziva sve sile prirode i bogove osvete da čuju njezinu kletvu. Posebnost je te arije u tome što su njezini tonovi toliko visoki da ih kvalitetno otpjevati može samo nekoliko koloraturnih sopranistica na svijetu.
Dramska radnja opere zasnovana je na fantastičnoj priči koja se događa negdje u dalekoj začaranoj zemlji iz bajke. Sadržaj je prožet borbom između dobra i zla. Svijet dobrote i pravde predstavlja veliki svećenik Sarastro, a zlim podzemljem upravlja zloglasna Kraljica noći. Čarobna frula je predmet koji ima magične moći te se svi za nju bore, a u prenesenom značenju to je glazba koja nas prati kroz cijeli život.

## Lica
- princ Tamino (tenor)
- Kraljica noći (sopran)
- Pamina, kraljičina kći (sopran)
- Sarastro, veliki svećenik (bas)
- Papageno, ptičar (bariton)
- Starica / Papagena, ptičarica (sopran)
- tri dame kraljice noći (alt, mezzosopran, sopran)
- Monostatos (tenor)
- tri dječaka (soprani)
- Svećenici / Oklopnici (jedan tenor, dva basa)

## Radnja
Kraljica noći i Sarastro su bivši muž i žena koji imaju kći Paminu. Kraljica noći je izuzetno zla i vlada svijetom zla, a Sarastro je dobar i plemenit te vlada svijetom dobra. Kraljica noći želi preuzeti svijet dobra na podmukao način, manipulira svojom kćeri Paminom nagovarajući je da ubije oca kako bi se dočepala čarobne frule i svijeta dobra. Nakon mnogih dogodovština Kraljica noći ne uspijeva doći do Sarastra i sa svojim damama pada u ponor, a Tamino i Pamina se vjenčaju. 

## Poznate arije
- Arija Sarastra
- Arija Kraljice noći
- Arija Papagena